# Mateusz Różański
Mateusz Różański (ur. 11 sierpnia 1998) – polski lekkoatleta specjalizujący się w skoku w dal oraz sprincie.
Brązowy medalista Mistrzostw Polski Seniorów w Lekkoatletyce 2018 (Lublin) oraz trzykrotny złoty medalista Halowych Mistrzostw Polski Seniorów w Lekkoatletyce (Toruń 2018), Halowych Mistrzostw Polski Seniorów w Lekkoatletyce (Toruń 2020) i Halowych Mistrzostw Polski Seniorów w Lekkoatletyce (Toruń 2021). Jest też zwycięzcą Młodzieżowych Mistrzostw Polski w Lekkoatletyce 2018 rozegranych w Sieradzu.